# 烟台广播电视台
烟台广播电视台是中华人民共和国山东省烟台市的一家广播电视播出机构。成立于1984年7月，也是中共烟台市委、烟台市人民政府的喉舌。位于山东省烟台市芝罘区青年路50号，1994年开始筹备烟台电视台新地址：西炮台南路11号，1995年烟台电视台搬迁，播出机房和800平米演播室以及新闻专题演播室和制作机房正式启用，占地面积23084平方米，职工数280人，覆盖人口数量870万，每天累计播出60小时。

## 历史
- 1970年，转播中央电视台第一套节目（42频道）
- 1973年5月，转播中央电视台第二套节目（27频道）
- 1982年，转播山东电视台节目（6频道）
- 1984年7月，烟台电视台开播，播出自办节目（12频道）
- 1993年3月，成立烟台有线电视台，播出自办节目
- 2000年，烟台有线电视台与烟台电视台整合，烟台电视台四套电视节目在广大电视观众见面

## 电视频道
- 新闻综合频道
- 经济生活频道
- 影视频道
- 公共频道[3]
- 芝罘频道